# مبادرة أوروبا الوسطى

الدول الأوروبية الأعضاء في المبادرة

مبادرة أوروبا الوسطى تهدف إلى تحقيق التماسك في المجالات ذات الاهتمام المشترك بين دول أوروبا الوسطى، وإلى مساعدة البلدان الأعضاء فيها من خارج الاتحاد الأوروبي في تعزيز تنميتها الاقتصادية والاجتماعية. في هذا الصدد، فإن خطة عمل المبادرة تحدد أولويات المنظمة في مجالات التعاون المعمول بها.